# Sånger från andra våningen
Sånger från andra våningen is een Zweedse dramafilm uit 2000 onder regie van Roy Andersson.

## Verhaal
Een man staat in de metro. Hij draagt in zijn hand een boodschappentas met documenten. In een gang grijpt een man de benen vast van zijn chef, die hem zojuist heeft ontslagen. In een café wacht een man op zijn vader, die zijn meubelzaak in brand heeft gestoken voor het verzekeringsgeld. Files en beursmakelaars vullen de straten, terwijl een wanhopige econoom in de kristallen bol van een waarzegger staart. Alle personages zijn op weg, maar iedereen heeft onderweg zijn levensdoel verloren.

## Rolverdeling
| Acteur              | Personage        |
| ------------------- | ---------------- |
| Lars Nordh          | Kalle            |
| Stefan Larsson      | Stefan           |
| Bengt C.W. Carlsson | Lennart          |
| Torbjörn Fahlström  | Pelle Wigert     |
| Sten Andersson      | Lasse            |
| Rolando Núñez       | Vreemdeling      |
| Lucio Vucina        | Magiër           |
| Per Jörnelius       | Assistent        |
| Peter Roth          | Tomas            |
| Klas-Gösta Olsson   | Tekstschrijver   |
| Nils-Åke Eriksson   | Patiënt          |
| Hanna Eriksson      | Mia              |
| Tommy Johansson     | Uffe             |
| Sture Olsson        | Sven             |
| Fredrik Sjögren     | Russische jongen |